# Lebendiges Bienenmuseum Knüllwald

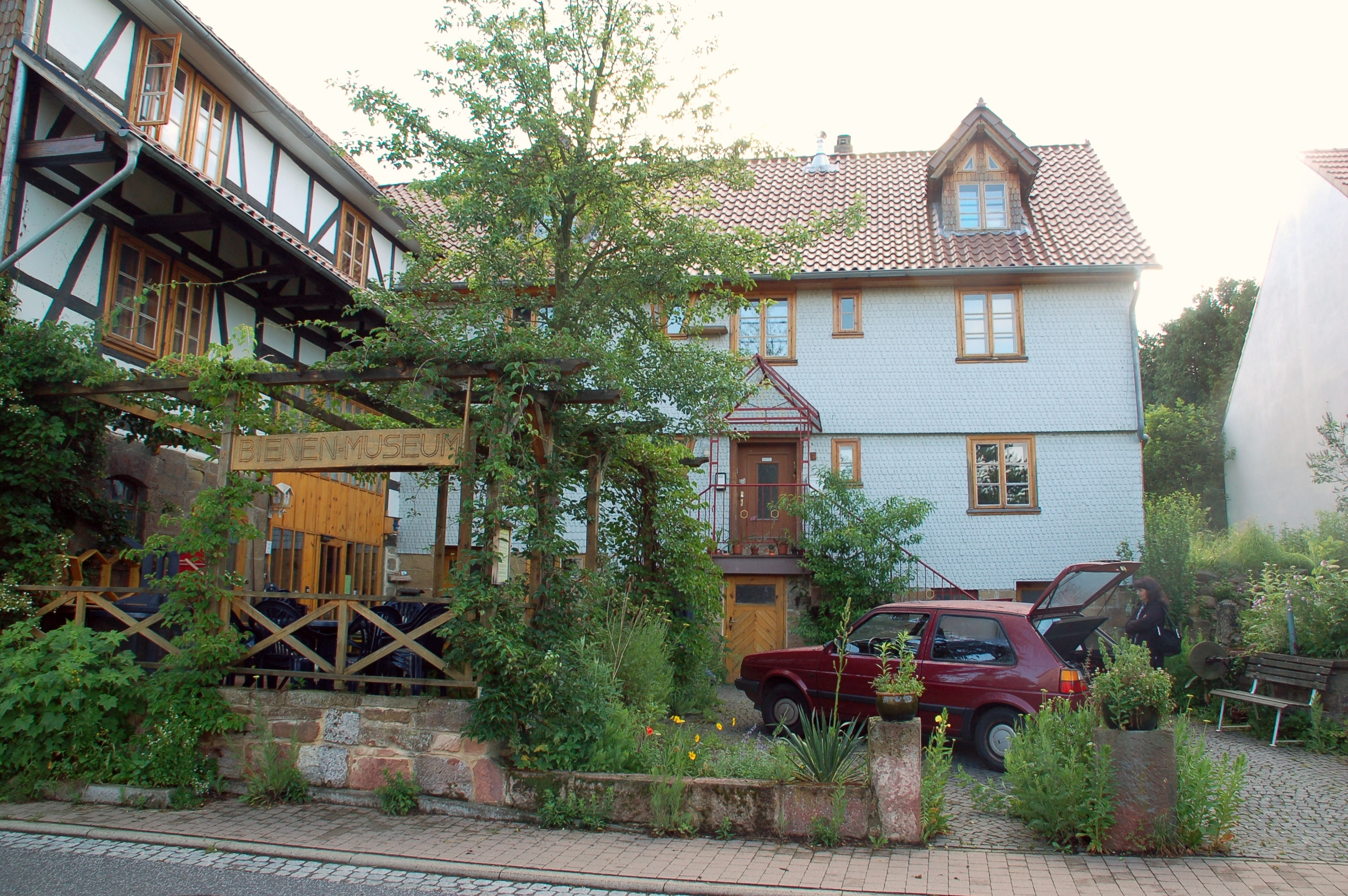
Eingang ins Museum

Das Lebendige Bienenmuseum Knüllwald ist ein privat eingerichtetes Museum im Ortsteil Niederbeisheim der Gemeinde Knüllwald im Schwalm-Eder-Kreis in Nordhessen rund 40 km südlich von Kassel. Es wurde im Jahr 2000 von der Imkermeisterin Erika Geiseler und dem Biologen Hans-Joachim Flügel in einem renovierten Fachwerkhof eröffnet.
Es umfasst ein traditionelles Museum, in dem neben der Geschichte der Imkerei auch die Verwandten der Honigbiene in ihrer Lebensweise dargestellt werden. Im Garten und auf dem zugepachteten Gelände des 1986 stillgelegten Abschnitts der sogenannten Kanonenbahn sind zahlreiche Blütenpflanzen angebaut, um einer Vielzahl von blütenbesuchenden Insektenarten Nahrung zu bieten. Dieses Gebiet wird von den Betreibern des Museums regelmäßig faunistisch und floristisch erfasst.
Kinder können Bienen streicheln und Honig schleudern, Erwachsenen wird die Biologie der Stechimmen und die Geschichte der Imkerei bei Kaffee und Bienenstich nahegebracht. Neben dem Museumsbetrieb besteht ein großes Magazin, in dem neben umfangreicher Fachliteratur auch die Belege der regionalfaunistischen und floristischen Untersuchungen des Museums archiviert werden.
Jährlich zum Internationalen Museumstag im Mai wird im Lebendigen Bienenmuseum eine Sonderausstellung eröffnet. Begleitend hierzu erschien von 2004 bis 2020 mit einem entsprechenden Themenschwerpunkt die Hauszeitschrift „LEBBIMUK“. 2004 galt die Ausstellung der Lebensgeschichte des nordhessischen Imkers Freudenstein, 2005 erfolgte passend zum Insekt des Jahres eine Sonderausstellung zum Thema Hummeln, und 2006 wurde die Geschichte der Imkerei in der DDR aufgearbeitet. 2007 wurde die Ökologie, Geschichte und Entwicklung von Säumen in Zusammenarbeit mit dem Naturkundemuseum Kassel dargestellt. Einen Schwerpunkt der Ausstellung und des Heftes bilden die Seitenstreifen von Autobahnen und ihre spezielle, von Streusalz beeinflusste Flora und Fauna als moderne Sonderform eines Saumes. 2008 erfolgte die Darstellung der Heuschreckenkartierung im Schwalm-Eder-Kreis, und 2009 wurde der stillgelegte Braunkohletagebau Gombeth in Nordhessen als Lebensraum vorgestellt mit umfassenden Artenlisten und einer grundlegenden Diskussion über den Raubbau an unseren Bodenschätzen.